# Államvédelmi Hatóság
Államvédelmi Hatóság o ÁVH (Autorità per la Protezione dello Stato) fu il nome dato alla polizia segreta ungherese dal 1945 al 1956.

## Storia
Concepita essenzialmente come appendice esterna degli apparati di sicurezza dell'Unione Sovietica, ottenne una certa notorietà anche all'estero per la brutalità dei suoi metodi utilizzati a partire dal 1948 durante una serie di purghe, intensificate nel 1949 e terminate nel 1953 alla morte di Iosif Stalin e con la nomina a Primo Ministro di Imre Nagy (un riformatore moderato). A partire dal primo Governo Nagy, dal 1953 al 1955, l'attività dell'ÁVH venne gradualmente frenata e nel 1956 venne sciolta, i compiti furono trasferiti al Ministero dell'Interno.
L'ÁVH (talvolta detta anche ÁVO) fu una delle più spietate polizie segrete istituite dai regimi autoritari del XX secolo. Gli appartenenti all'ÁVH erano dotati di un'uniforme caratterizzata dal tipico colletto blu, ma gli agenti operativi preferivano non rendersi riconoscibili così da potersi confondere più facilmente tra la gente.
La maggior parte delle istruttorie dell'ÁVH venivano avviate a seguito di intercettazioni telefoniche, delazioni private o su ordine di membri dell'apparato dirigente comunista che volevano sbarazzarsi di colleghi poco ossequiosi o non graditi. Le confessioni erano estorte con violenza e torture, con lo scopo di far ammettere al malcapitato di turno colpe in relazione a fatti il più delle volte mai commessi (l'autoaccusa più frequente era quella di dichiarare di essere una spia della CIA statunitense).
Gli accusati finivano per dichiarare qualsiasi cosa pur di mettere fine ai loro supplizi. Sulla base delle dichiarazioni estorte venivano celebrati processi farsa alla fine dei quali il malcapitato era condannato alla reclusione o, nei casi di persone particolarmente invise al sistema, inviati nei campi di concentramento o impiccati nel cortile adiacente alla sede dell'ÁVH, in Andrássy út a Budapest.

## Casa del Terrore
Poco dopo essere stato abbandonato dal partito delle Croci Frecciate (Nyilaskeresztes Párt), l'edificio al numero 60 di Andrássy út divenne il Quartier Generale dell'ÁVH. Il palazzo è oggi un museo chiamato la Casa del Terrore e commemora le vittime di entrambi i regimi.